# العلاقات السودانية الفيجية
العلاقات السودانية الفيجية هي العلاقات الثنائية التي تجمع بين السودان وفيجي.

## مقارنة بين البلدين
هذه مقارنة عامة ومرجعية للدولتين:
| وجه المقارنة                                              | السودان                     | فيجي                                                                 |
| --------------------------------------------------------- | --------------------------- | -------------------------------------------------------------------- |
| المساحة (كم2)                                             | 1.89 مليون                  | 18.27 ألف                                                            |
| عدد السكان (نسمة)                                         | 40.53 مليون                 | 915.30 ألف                                                           |
| الكثافة السكانية (ن./كم²)                                 | 21.44                       | 50.1                                                                 |
| العاصمة                                                   | الخرطوم                     | سوفا                                                                 |
| اللغة الرسمية                                             | اللغة العربية، لغة إنجليزية | لغة إنجليزية، اللغة الفيجية، اللغة الفيجي الهندية، اللغة الهندستانية |
| العملة                                                    | جنيه سوداني                 | دولار فيجي                                                           |
| الناتج المحلي الإجمالي (بليون دولار)                      | 117.49 مليار                | 5.06 مليار                                                           |
| الناتج المحلي الإجمالي (تعادل القوة الشرائية) بليون دولار | 176.55 مليار                | 8.32 مليار                                                           |
| الناتج المحلي الإجمالي الاسمي للفرد دولار أمريكي          | 2.41 ألف                    | 4.96 ألف                                                             |
| الناتج المحلي الإجمالي للفرد دولار أمريكي                 | 4.07 ألف                    | 8.79 ألف                                                             |
| مؤشر التنمية البشرية                                      | 0.479                       | 0.727                                                                |
| رمز المكالمات الدولي                                      | +249                        | +679                                                                 |
| رمز الإنترنت                                              | سودان                       | .fj                                                                  |
| المنطقة الزمنية                                           | ت ع م+03:00، ت ع م+02:00    | ت ع م+12:00                                                          |

## منظمات دولية مشتركة
يشترك البلدان في عضوية مجموعة من المنظمات الدولية، منها:
| علم المنظمة | اسم المنظمة                                 | تاريخ انضمام السودان | تاريخ انضمام فيجي |
| ----------- | ------------------------------------------- | -------------------- | ----------------- |
|             | الاتحاد البريدي العالمي                     | ?                    | ?                 |
|             | يونسكو                                      | 26 نوفمبر 1956       | 14 يوليو 1983     |
|             | البنك الدولي للإنشاء والتعمير               | 5 سبتمبر 1957        | 28 مايو 1971      |
|             | وكالة ضمان الاستثمار متعدد الأطراف          | 7 نوفمبر 1991        | 24 سبتمبر 1990    |
|             | الاتحاد الدولي للاتصالات                    | 23 أكتوبر 1957       | 5 مايو 1971       |
|             | منظمة الشرطة الجنائية الدولية               | ?                    | ?                 |
|             | مؤسسة التمويل الدولية                       | 21 أكتوبر 1960       | 12 يوليو 1979     |
|             | الأمم المتحدة                               | 12 نوفمبر 1956       | 13 أكتوبر 1970    |
|             | مجموعة دول أفريقيا والكاريبي والمحيط الهادئ | ?                    | ?                 |
|             | مؤسسة التنمية الدولية                       | 24 سبتمبر 1960       | 29 سبتمبر 1972    |
|             | منظمة حظر الأسلحة الكيميائية                | ?                    | ?                 |
|             | المركز الدولي لتسوية المنازعات الاستشارية   | 9 مايو 1973          | 10 سبتمبر 1977    |

## وصلات خارجية
- موقع وزارة الخارجية السودانية
- موقع وزارة الخارجية الفيجية